# رود سميث (لاعب هوكي جليد)
رود سميث هو لاعب هوكي جليد كندي، ولد في 28 يونيو 1894 في سيلكيرك في كندا، وتوفي في 25 نوفمبر 1961.

## وصلات خارجية
- رود سميث على موقع HockeyDB.com (الإنجليزية)